# Dicranota (Rhaphidolabis) chorisa
Dicranota (Rhaphidolabis) chorisa is een tweevleugelige uit de familie Pediciidae. De soort komt voor in het Oriëntaals gebied.